# Carlos Salem

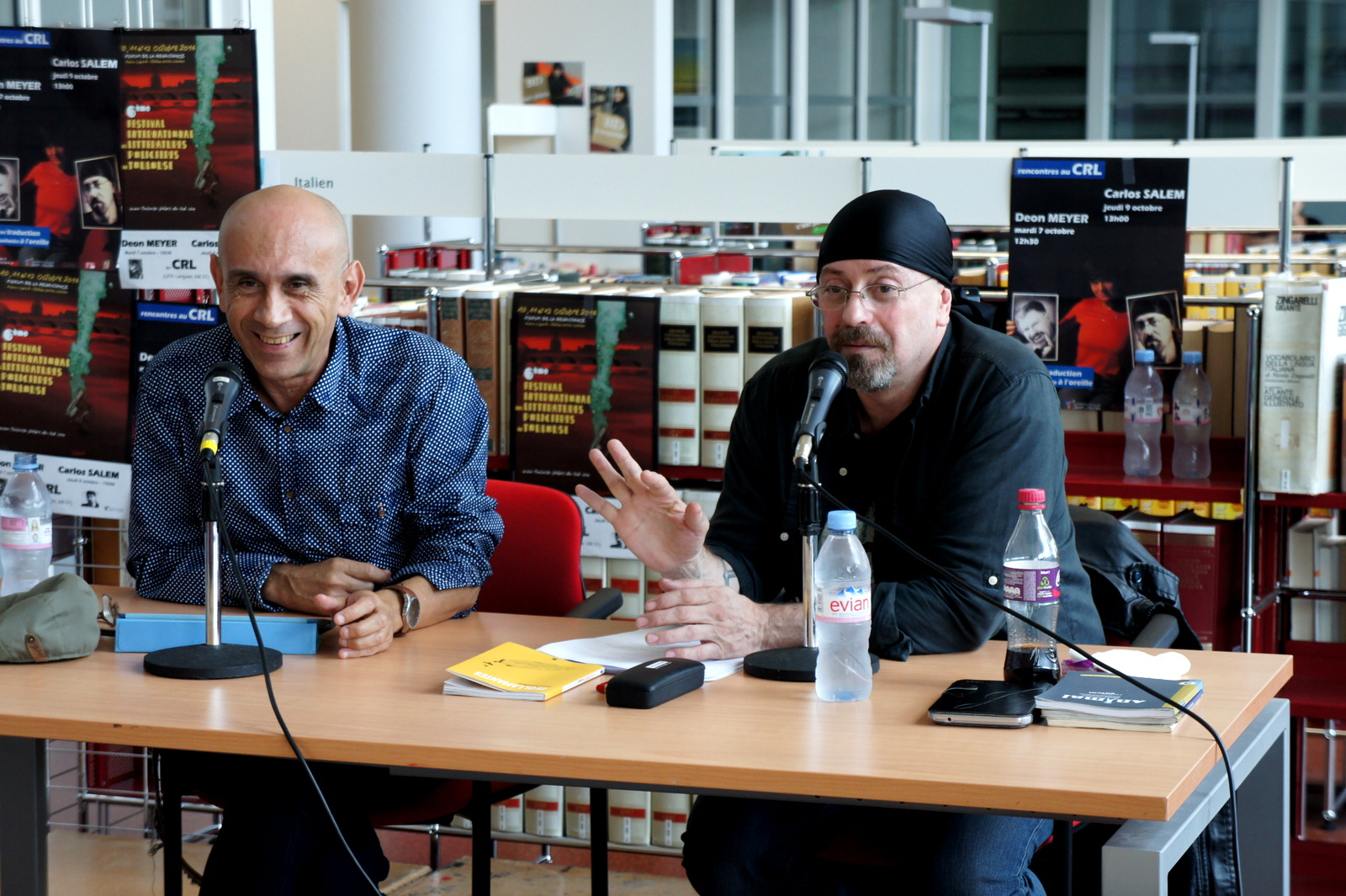
Carlos Salem - CRL - Université Toulouse - Jean Jaurès – Oct., 2014

Carlos Salem Sola (Buenos Aires, 1959) é um escritor argentino.
Vive na Espanha desde 1988, onde trabalhou em várias publicações como  El Faro de Ceuta ,  El Telegrama  ou  El Faro de Melilla.

## Livros
“
(…)Y que tus piernas largas

dibujan signos de pregunta

que la vida se niega a responder.

Que duermes poco para no perderte nada

y sospechas que todo ocurre en el instante

en que descansas.

Que no les robas las monedas

a los ciegos de amor (…)”

— Te traes, Poemas eróticos de Carlos Salem

### Novelas
- Camino de ida (2007, Salto de Página)
- Matar y guardar la ropa (2008, Salto de Página)
- Pero sigo siendo el rey (2009, Salto de Página)
- Cracovia sin ti (2010, Imagine Ediciones)
- Un jamón calibre 45 (2011, RBA)
- El huevo izquierdo del talento (una novela de cerveza-ficción) (2013, ediciones Escalera)
- La maldición del tigre blanco (2013, Edebé)
- Muerto el perro (2014, Navona)

### Contos
- Yo también puedo escribir una jodida historia de amor (2008, ediciones Escalera)
- Yo lloré con Terminator 2 (relatos de cerveza-ficción) (2009, ediciones Escalera)

### Poesia
- Si dios me pide un bloody mary (2008, ed. Ya lo dijo Casimiro Parker)
- Orgía de andar por casa (2009, Albatros)
- Memorias circulares del hombre-peonza (2010, ed. Ya lo dijo Casimiro Parker)

### Teatro
- El torturador arrepentido (2011, Talentura)

## Prémios
- Memorial Silverio Cañada de la Semana Negra de Gijón
- Premio Novelpol a la mejor novela policial
- Premio internacional Seseña de Novela